# Katja Nyberg
Katja Johanna Alice Nyberg (ur. 24 sierpnia 1979 roku w Sztokholmie, Szwecja) – piłkarka ręczna reprezentacji Norwegii. Gra na pozycji lewej rozgrywającej. Od 2006 do 2010 grała w duńskim FC Midtjylland Håndbold, dawniej Ikast-Brande Elite Håndbold. Od sezonu 2010/2011 reprezentować będzie swój wcześniejszy klub Larvik HK.
W reprezentacji kraju zadebiutowała w 2001 roku. Wraz z drużyną zdobyła dwa tytuły Mistrza Europy w 2004 r. na Węgrzech, 2006 w Szwecji, wicemistrzyni Świata z 2007 r. i tytuł MVP tego turnieju oraz Mistrzyni olimpijska z Pekinu w 2008 r.
Od 2005 do 2010 roku Nyberg związana była z Gro Hammerseng, norweską piłkarką ręczną.

## Sukcesy

### Reprezentacyjne

#### Mistrzostwa Świata
- (2007)

#### Mistrzostwa Europy
- (2004, 2006)
- (2002)

#### Igrzyska Olimpijskie
- (2008)

### Klubowe

#### Mistrzostwo Szwecji
- (1998)

#### Mistrzostwa Norwegii
- (2000, 2001, 2002, 2003, 2004, 2005)

#### Puchar Norwegii
- ,  (2000, 2003, 2004)

#### Puchar Europy
- ,  (2005)

#### Liga Mistrzyń
- (2006)

#### Mistrzostwa Danii
- (2008)

## Nagrody indywidualne
- 2007: MVP Mistrzostw Świata